# Russian Roulette (canção)
"Russian Roulette" é uma canção da cantora barbadiana Rihanna, para o seu quarto álbum de estúdio, Rated R. É o single de estreia do trabalho, com lançamento em 23 de Novembro de 2009. Foi escrita e produzida por Ne-Yo, com ajuda na composição pela cantora. Estreou nas rádios a 21 de Outubro de 2009 às 4:23. Composta num ritmo totalmente diferente de singles anteriores, "Russian Roulette" traz uma canção ponte e um refrão forte, puxando ao máximo os poderes vocais. A música fala sobre explorar o que pode acontecer se nos apaixonarmos, e quando esse amor se transforma numa espécie de "jogo fatal". O ritmo hesitante, é semelhante ao de "Unfaithful", mas não tão profundo e específico.
Críticos contemporâneos atribuíram opiniões positivas à canção, com a maioria deles expectantes por material novo. Desde então, alcançou a primeira posição no Norway Singles Top 20, Swiss Singles Top 75, Bulgaria Singles Top 40, e nas tabelas da Áustria, Alemanha, e UK Singles Chart alcançou a segunda posição. Chegou à nona posição na Billboard Hot 100 nos Estados Unidos, no Canadian Hot 100 e Nova Zelândia. No vídeo musical, existe uma troca de cenários, entre uma sala de jogo, e uma sala de interrogatórios policiais, chegando a um descampado e num tanque de água, onde a cantora é supostamente atingida com vários tiros, vindos de vários lados.
Foi certificado como disco de ouro pela ARIA,RIANZ e pela IFPI da Suíça. Foi interpretada pela primeira vez ao vivo no concerto promocional da Nokia, para promover o lançamento do álbum. Desde aí, têm sido feitas várias actuações da canção, incluindo na cerimónia de entregua de prémios NRJ Music Awards.

## Fundo musical
A 14 de Outubro, Rihanna colocou no seu site oficial um fundo de imagem preto com um "R" metálico e uma mensagem que dizia "The Wait is Ova". Foi especulado que seria esse o nome do álbum ou do seu próximo single. Dois dias depois, é adicionado um contador junto à imagem, que marcava o seu final no dia 20 de Outubro. Nesse dia, precisamente às 16 horas e 23 minutos (Portugal) e 13 horas e 23 minutos (Brasil), foi divulgado o nome de "Russian Roulette". A letra da música refere-se a um jogo de chances. A cantora coloca na letra que está "aterrorizada" pelo fim da canção, até que nesse mesmo fim se ouve o disparar de uma arma.

## Música e letra
Segundo a MTV a faixa fala de uma relação amorosa abusiva, que terminou de forma abrupta. A música abre com um solo de guitarra lancinante, em que as transições são batidas sinistras constantes, envoltas numa balada. A metáfora da roleta russa é elevada no refrão, na linha "E tu consegues ver o meu coração bater / Pois pode-se ver através do meu peito / Eu disse que estou apavorada, mas eu não vou desistir / Eu sei que preciso passar neste teste / Então, basta puxar o gatilho", e no versículo seguinte, a personagem da canção fala do poder que o homem tem sobre ela. Termina com uma arma de fogo sinistra. Segundo, Eric Henderson da Slant Magazine o instrumento mais notório em todo o andamento, são os vocais de Rihanna acompanhados da guitarra, e apoiado pelo piano. A música é definida no tempo de assinatura comum com um metrónomo de 114 batidas por minuto. Composta na chave de fá menor com o alcance vocal que vai desde da nota baixa de F3, para a nota de alta de C5. A canção segue a progressão de acordes de Fm-B-E nos versos e C-Fm-B-G no efeito de coro.
A letra da balada obscura, trata de Rihanna a cantar sobre um relacionamento duradouro, mas tumultuoso, mantendo a fé num namorado perigoso. Demonstra o perigo do amor, metaforicamente representado como um jogo de azar, roleta russa, em que com um tiro tudo pode terminar.
A música ganhou a o Prémio Virtua Awards - The Choice em 2010.

## Vídeo musical
O vídeo musical foi gravado em Los Angeles, dirigido por Anthony Mandler, contém a participação de Jesse Williams para fazer par com a cantora. A estreia oficial foi a 13 de Novembro de 2009, no programa  20/20 do canal ABC. Envolve um jogo e cenas submarianas, em que a cantora é perfurada por balas, o vê-se o seu sangue turvado a contorcer-se no seu corpo. Há algozes sombrios, que a mantêm trancada para a submeter a todos os tipos de tortura. No entanto, ela sobrevive e o seu parceiro é morto no jogo de azar.

## Recepção da crítica
| Críticas profissionais | Críticas profissionais |
| Avaliações da crítica  | Avaliações da crítica  |
| Fonte                  | Avaliação              |
| ---------------------- | ---------------------- |
| About.com              | [ 23 ]                 |
| Billboard              | 71                     |
| Digital Spy            | [ 25 ]                 |
| New Music Reviews      | [ 7 ]                  |
| Pitchfork Media        | [ 26 ]                 |

Após o lançamento digital, "Russian Roulette" recebeu críticas positivas. Todd Martens do Los Angeles Times comentou particularmente, sobre o desempenho de Rihanna, dizendo que "é uma canção sem produção autoritária, o single de Rihanna é tudo, e ela faz o melhor possível - um pouco fria, um pouco sem medo, com uma estrondosa força vocal". A MTV News afirmou que a canção "mantém o mesmo tipo de atitude e atmosfera de Rihanna, que se tornou numa artista definitiva". E! Online declarou que "é uma batida infalível". Simon Vozich-Levinson da Entertainment Weekly disse que a cantora assumiu alguns "riscos" nesta faixa e "pagou-os por completo". Também comentou o facto de "Rihanna ter uma presença de vocais enorme". Nick Levine do Digital Spy fez uma crítica bastante positiva, atribuindo cinco estrelas à canção, dizendo que é "um forte regresso", dizendo ainda que "qualquer fosse o som que esperássemos do novo single de Rihanna, não foi de todo o que tínhamos pensado".

Bill Lamb da About.com referiu-se à música como "lindo trabalho de melancolia e pavor", e ainda faz referência ao facto de ter sido escrita com Ne-Yo: "Frequente colaborador, Ne-Yo, ajuda Rihanna a destacar-se num território intransigente de adultos na sequência da violência doméstica no seu relacionamento com Chris Brown, que não tem nada de belo como esta canção escura".
Omarion e Tiffany Evans criticaram o single como tendo um lado muito obscuro e sinistro. Evans acrescentou que as pessoas são susceptíveis ao que falamos e que devemos tomar cuidado. Tiffany ainda acrescenta que há "estrelas" do mundo da música adorando Satanás e que fazem parte da destruição do mundo. Omarion salienta que há o mundo do entretenimento dita o que você deve fazer, até coisas contra sua moral. Que com Deus e a indústria é muito "escuro", que não conhece as crenças de Rihanna e que espera que ela não acredite nessas coisas. Ryan Dombal da Pitchfork  sublinhou que não era nenhuma "obra espectacular". Ainda explorou a natureza "supostamente suicida", adjectivando-a como "chocante" no sentido de na realidade ser uma "(má) interpretação de Celine Dion, devido à existência de beats sinistros e sons de armas". Andy Kellman da Allmusic, em crítica ao álbum Rated R, disse que a faixa "apenas insinuada o desejo repentino de Rihanna para provocar".

## Actuações ao vivo
A primeira actuação da canção foi no dia 16 de Novembro de 2009, durante o concerto de promoção do álbum Rated R, patrocinado pela Nokia. Um dia depois do lançamento de Rated R, a música foi novamente interpretada no Good Morning America. No dia seguinte também houve uma actuação por parte da cantora no The Late Show. No início deste ano, a canção foi interpretada durante a AOL Sessions de Rihanna, onde em conjunto com outras faixas de Rated R, "Russian Roulette" foi cantada ao vivo. Para além de performances em outros programas de televisão, a música faz parte do alinhamento da digressão Last Girl on Earth Tour na Europa, sendo a segunda de cada concerto.

## Faixas e formatos
| CD single promocional |                                   |                |         |  |
| N.º                   | Título                            | Compositor(es) | Duração |  |
| 1.                    | "Russian Roulette" (Original)     | Ne-Yo, Rihanna | 3:48    |  |
| 2.                    | "Russian Roulette" (Instrumental) | Ne-Yo, Rihanna | 3:48    |  |
| 3.                    | "Russian Roulette" (Acapella)     | Ne-Yo, Rihanna | 3:52    |  |
| Duração total:        | Duração total:                    | Duração total: | 10:48   |  |

| CD single      |                                      |                |         |  |
| N.º            | Título                               | Compositor(es) | Duração |  |
| 1.             | "Russian Roulette" (Versão do álbum) | Ne-Yo, Rihanna | 3:48    |  |
| 2.             | "Russian Roulette" (Instrumental)    | Ne-Yo, Rihanna | 3:48    |  |
| Duração total: | Duração total:                       | Duração total: | 6:96    |  |

| The Remixes    |                    |                                                         |         |  |
| N.º            | Título             | Remix                                                   | Duração |  |
| 1.             | "Russian Roulette" | Tony Moran and Warren Rigg Radio Mix                    | 4:25    |  |
| 2.             | "Russian Roulette" | Chew Fu "Black Russian" Fix Radio                       | 3:48    |  |
| 3.             | "Russian Roulette" | Tony Moran and Warren Rigg Pounding Club Mix            | 10:26   |  |
| 4.             | "Russian Roulette" | Chew Fu "Black Russian" Fix [Extended]                  | 6:01    |  |
| 5.             | "Russian Roulette" | Tony Moran, Warren Rigg, Dave Saronson Pounding Dub Mix | 11:14   |  |
| 6.             | "Russian Roulette" | Chew Fu "Black Russian" Fix [Dub]                       | 4:54    |  |
| 7.             | "Russian Roulette" | Chew Fu "Aciiiid" Fix [Dub Reprise]                     | 6:00    |  |
| Duração total: | Duração total:     | Duração total:                                          | 45:68   |  |

## Desempenho nas tabelas musicais
Apenas uma semana depois do seu lançamento digital, entrou em várias tabelas da Billboard, incluindo a Hot 100 onde ficou na 100ª posição. Na semana seguinte subiu à septuagésima quinta posição. Na loja de legal de downloads, iTunes, a 5 de Novembro de 2009, três dias após o lançamento digital subiu à primeira posição, tendo estreado na segunda. Na Noruega, Norway Singles Top 20 atingiu a melhor posição, a segunda, sendo a melhor entrada da semana. Na Nova Zelândia estreou na décima nona posição. Na terceira semana subiu à nona posição da Billboard Hot 100, vendendo mais de 132,000 cópias desde da primeira semana, e somou 29.4 milhões de ouvintes nas rádios norte-americanas, posicionando-se na quarta posição da Billboard Digital Songs. Entrou ainda, noutras tabelas de outros países, como Holanda em trigésimo oitavo, na República Checa em septuagésimo quinto e na tabela mundial em décimo quinto. Atingiu o seu primeiro topo em campo norueguês na quadragésima sétima semana do ano de 2009, subindo desde a segunda posição. Na terceira semana de permanência na Bulgaria Singles Top 40 subiu da décima terceira à primeira posição, e na mesma semana, a quinquagésima primeira de 2009, entrou na quadragésima sexta posição na Portugal Singles Top 50.
| Tabelas musicais (2009)                         | Melhor posição |
| ----------------------------------------------- | -------------- |
| Alemanha - Germany Singles Top 100              | 2              |
| Austrália - Australia Singles Top 50            | 7              |
| Áustria - Austria Singles Top 75                | 2              |
| Bélgica - Belgium Singles Top 50                | 5              |
| Bulgária - Bulgaria Singles Top 40              | 1              |
| Brasil - Brasil Hot 100 Airplay                 | 14             |
| Canadá - Canada Singles Top 100                 | 9              |
| Chéquia - Czech Airplay Chart                   | 1              |
| Dinamarca - Denmark Singles Top 40              | 6              |
| Países Baixos - Dutch Top 40                    | 7              |
| Espanha - Spain Singles Top 50                  | 6              |
| Estados Unidos - Billboard Hot 100              | 9              |
| Estados Unidos - Billboard R&B/Hip-Hop Songs    | 49             |
| Estados Unidos - Billboard Radio Songs          | 35             |
| Estados Unidos - Billboard Canadian Hot 100     | 9              |
| Estados Unidos - Billboard Pop Songs            | 21             |
| Estados Unidos - Billboard Digital Songs        | 4              |
| Estados Unidos - Billboard Canadian Hot 100     | 9              |
| Estados Unidos - Billboard Ringtones            | 17             |
| Estados Unidos - Billboard Hot Dance Club Songs | 1              |
| Estados Unidos - Airplay Top 100                | 21             |
| União Europeia - European Hot 100               | 2              |
| Finlândia - Finland Singles Top 20              | 3              |
| França - France Singles Top 100                 | 4              |
| Irlanda - Ireland Singles Top 50                | 5              |
| Israel - Israeli Singles Chart                  | 1              |
| Itália - Italy Singles Top 50                   | 7              |
| Japão - Japan Hot 100                           | 33             |
| Noruega - Norway Singles Top 20                 | 1              |
| Nova Zelândia - New Zealand Top 40              | 9              |
| Portugal - Portugal Singles Top 50              | 5              |
| Suécia - Sweden Singles Top 60                  | 4              |
| Suíça - Swiss Singles Top 60                    | 1              |
| Reino Unido - UK Singles Top 75                 | 2              |
| Reino Unido - UK R&B Chart                      | 1              |
| Mundo - World Singles Top 40                    | 5              |

| Ano  | Tabela musical                                | Posição |
| ---- | --------------------------------------------- | ------- |
| 2009 | Austrália - Australian ARIA End of year Chart | 96      |

| País          | Certificador | Certificação | Vendas   |
| ------------- | ------------ | ------------ | -------- |
| Austrália     | ARIA         | Ouro         | +35,000  |
| Espanha       | PROMUSICAE   | Ouro         | +20,000  |
| Nova Zelândia | RIANZ        | Ouro         | +7500    |
| Suíça         | IFPI         | Ouro         | +10,000  |
| Reino Unido   | BPI          | Prata        | +200,000 |

## Histórico de lançamento
| País           | Data                   | Formato                  | Editora |
| -------------- | ---------------------- | ------------------------ | ------- |
| Mundo          | 20 de Outubro de 2009  | Download digital         | Def Jam |
| Estados Unidos | 27 de Outubro de 2009  | Airplay                  | Def Jam |
| Estados Unidos | 3 de Novembro de 2009  | Download digital         | Def Jam |
| Estados Unidos | 24 de Novembro de 2009 | CD single                | Def Jam |
| Alemanha       | 13 de Novembro de 2009 | CD single                | Def Jam |
| Reino Unido    | 23 de Novembro de 2009 | CD single                | Mercury |
| Estados Unidos | 14 de Dezembro de 2009 | EP digital - The Remixes | Def Jam |